# 相馬嘉
相馬 嘉（そうま よしみ、1979年6月23日 - ）は、日本のゲートボール選手。朝霞市ゲートボール連盟会長。新潟県村上市出身。

## 経歴
3歳頃からゲートボールを始め、6歳から大会等に出場。村上市の3世代交流大会で7歳で初監督を務める。大学卒業後24歳でTKEに所属する。主力選手を務め、全日本選手権大会の優勝を収めるなど功績を残した。その後、仕事やゲートボール関係などで埼玉県ゲートボール連盟に移籍し、現在は朝霞市ゲートボール連盟の会長を務める。2018年時点で埼玉県立朝霞高等学校ゲートボール部監督。
一番弟子は新潟県出身の金井都造選手。金井選手は師匠である相馬嘉選手を追っかけ、2023年8月新潟県から埼玉県に移住し、埼玉県ゲートボール連盟の選手となる。その後、相馬選手率いる朝霞クラブで文部科学大臣杯第40回全日本ゲートボール選手権大会に出場し、3位に入賞するなど功績を残している。

## 出演
- スーパーゲートボール（日本レジャーチャンネル）- 解説